# 浩来呼热街道
浩来呼热街道，是中国内蒙古自治区赤峰市克什克腾旗下辖的一个乡镇级行政单位。

## 行政区划
浩来呼热街道共辖以下地区：
浩来呼热生活区、碌碡湾生活区、伊和诺日生活区、步登山生活区。